# Хауліоди
Хауліоди (лат. Chauliodontidae) - рід глибоководних (батіпелагічних) риб з родини стомієвих (Stomiidae). Назва Chauliodus походить від грецьк. Chaulios - з відкритим ротом, і odous - зуб.
6 видів. Найпоширеніший хауліод звичайний (Chauliodus sloani), що зустрічається практично повсюдно в помірній і тропічній зонах трьох океанів, від 63° пн.ш. до 50° пд.ш., а також на заході Середземного моря. Ще два види живуть у Тихому океані, один - в Індійському і два - в Атлантичному.
Хауліоди невеликі, довжиною до 35 см, але мають настільки своєрідний і страшний вигляд, що їх зображення часто використовують для ілюстрації вигляду глибоководних хижаків. У них доволі довге тіло, стисле з боків і покрите п'ятьма рядами великих шестикутних лусок. Забарвлення чорне з синім, зеленим або сріблястим відливом. Перший промінь спинного плавця витягнуто у довгу тонку нитку, забезпечену фотофорами; за його допомогою хауліоди, подібно глибоководним вудильникам, заманюють здобич до пащі. Паща озброєна величезними зубами, що виступають з рота. На голові і по тілу також розкидані органи світіння (фотофори), які хауліоди, подібно іншим глибоководним рибам, використовують для комунікації з родичами, зокрема для розпізнавання «своїх».
Хауліоди - загадкові світні створіння, з широкими пащами і довгими шлунками. Завдяки такій будові вони можуть зловити і проковтнути порівняно великих риб і креветок, що зустрілися їм у темно-синіх глибинах. 
Фотознімки хауліода часто використовують для ілюстрації хижаків, що живуть на глибині.